# 蒙特卡夏诺
蒙特卡夏诺（義大利語：Montecassiano），是意大利马尔凯大区马切拉塔省的一个市镇。总面积32.99平方公里，人口7144人，人口密度216.6人/平方公里（2009年）。ISTAT代码为043026。